# Halvor Solberg
Halvor Solberg (5. února 1895 Ringsaker – 31. ledna 1974 Oslo) byl norský meteorolog. Spolu s Jacobem Bjerknesem objevil teplou frontu.

## Život
Halvor Solberg se narodil v Ringsakeru. Byl členem norské meteorologické školy. Od roku 1918 byl meteorolog v Kristianii. Jeho diplomová práce Integrationen der atmosphärischen Störungsgleichungen byla uveřejněna v roce 1928. V letech 1930 až 1964 byl profesor univerzity v Oslo. Ve 30. letech 20. století pracoval na teorii slapů, atmosférických vln a oscilací, stability proudění plynů a tekutin.
Od roku 1930 byl člen norské Akademie věd, a mezi lety 1946 až 1954 generální tajemník. V letech 1937 a 1938 předsedal Norské geofyzikální společnosti.